# Nativo da Natividade de Oliveira
Nativo da Natividade de Oliveira (Doresópolis, 20 de novembro de 1953 — Carmo do Rio Verde, 23 de outubro de 1985) foi um trabalhador rural e  participou de projetos de conscientização politica, junto aos moradores do Carmo do Rio Verde em Goiás. Presidente do Sindicato dos Trabalhadores de Carmo do Rio Verde (GO), secretário rural da Central Única dos Trabalhadores (CUT), militante do Partido dos Trabalhadores (PT) e atuou também nas comunidades Eclesiais de Base (CEBs), ligadas a Igreja Católica.Assassinado no dia 23 de outubro em 1985, baleado com cinco tiros na porta do sindicato pelo pistoleiro Júlio Santana, após vários conflitos por posse de terras.

## História
No começo da década de 70, o até então trabalhador rural Nativo Natividade de Oliveira buscou soluções para melhorar as condições de vida da classe camponesa,em Carmo do Rio Verde(GO). Nativo começou a realizar trabalhos de conscientização politica junto aos camponeses, suas atividades passaram a ser mau vista por fazendeiros locais e órgãos públicos. Assim passou a enfrentar dificuldades, sendo demitido por grupos de fazendeiros com posições politicas diferentes, também começou a ser vigiado por instituições do governo (Delegacia de Ordem Política e Social, Polícia Federal e Exército). Em março de 1984 foi preso, por defender um lavrador, e libertado 24 horas depois,em meio a prisões de integrantes do sindicato.

## Morte
O crime teve como motivo os constantes conflitos entre os trabalhadores rurais, entre os quais Nativo possuía grande influência – e uma cooperativa de usinas de cana-de-açúcar no município de Carmo do Rio Verde. O advogado desta última havia feito ameaças de morte a Nativo e seus companheiros de chapa na eleição para a diretoria do sindicato. A reforma agrária era a principal bandeira defendida por eles. Nativo foi morto com quatro tiros à queima-roupa pelo pistoleiro Júlio Santana, na entrada do sindicato.
O assassinato fora encomendado pelo então prefeito da cidade, Roberto Pascoal Liégio, com o apoio do presidente do Sindicato Rural (patronal), Geraldo dos Reis de Oliveira, integrante da União Democrática Ruralista (UDR), e do fazendeiro Genésio Pereira. Com a anulação do primeiro julgamento, o crime prescreveria e nenhum deles foi condenado.
Na época que Julio morava em Porto Franco, em 1985, ele foi procurado pelo seu tio, Cicero Santana com o intuito de assassinar o sindicalista goiano Nativo da Natividade. O prefeito estava se sentindo desconfortável e ameaçado com a crescente e visível influencia politica de Nativo da Natividade na região e , quando soube doas boatos que o sindicalista seria candidato a prefeitura em 1988, Roberto Pascoal se viu na necessidade de elimina-lo e, para isto achou que seria mais seguro contratar um matador que não fosse da região, para não levantar suspeitas. Para realizar o serviço, Julio receberia uma quantia de 600 mil Cruzeiros, valor que equivalia em torno a 3 salários mínimos da época.
O pistoleiro Júlio Santana, que confessou o assassinato, ele já matou 492 pessoas em todo o país, quase todas envolvidas em conflitos pela posse da terra. Ele anotava num caderno o nome de cada vítima e do mandante, conforme relato feito ao repórter Klester Cavalcanti e publicado no livro "O Nome da Morte", lançado em 2006 pela Editora Planeta. No livro, Klester relata como o crime ocorreu. “Eram quase 7 horas da noite quando o carro do sindicalista apareceu na esquina. Júlio ajeitou o chapéu de palha para esconder o rosto e ficou de pé. Caminhava lentamente, no lado oposto da rua, na direção da casa de Nativo. Tirou o revólver da cintura no mesmo instante em que o carro parou. Estava a uns 20 metros do homem. Mas queria chegar mais perto, para acertar o tiro na cabeça. O sindicalista estava tranquilo. Nem desconfiava que estava prestes a morrer. Chegou na porta do carro de Nativo antes que ele saísse. Apontou a arma para a cabeça do sindicalista. O homem reagiu, segurando o braço direito de Júlio com as duas mãos. Durante o embate, ele puxou o gatilho quatro vezes — os exames feitos no cadáver encontraram três perfurações no tórax e uma no pescoço. Só parou de atirar quando teve certeza de que Nativo estava morto“
Muitos outros líderes na luta pela terra seriam assassinados nos anos seguintes, como Chico Mendes e Paulo Fonteles, advogado do sindicato de trabalhadores rurais de Conceição do Araguaia (MT). A violência chegaria ao auge na chacina de Eldorado de Carajás, na qual 19 camponeses foram mortos pela Polícia Militar do Pará em 1996.
Segundo o pistoleiro, o então prefeito da cidade, Rogério Liégio, foi o mandante da morte de Nativo. Liégio foi mais tarde absolvido pela Justiça. Seu secretário, Geraldo dos Reis Oliveira, foi condenado a 13 anos de reclusão. Em 2005, no entanto, a Seção Criminal do Tribunal de Justiça de Goiás (TJ-GO) declarou a nulidade do julgamento, determinando que ele fosse novamente julgado por um júri popular. Com isso, o processo retornou para a 1ª Vara Criminal de Goiânia, sendo declarado prescrito pela juíza Carmecy Rosa Maria de Oliveira em agosto de 2012. Dois anos antes da ação movida pelo Ministério Público ser arquivada pela Justiça, a Comissão Especial sobre Mortos e Desaparecidos do governo federal deferiu por unanimidade o pedido de reconhecimento do Estado brasileiro como responsável pela morte de Nativo. Desta forma, ele ganhou o status de morto político e sua família obteve direito a uma indenização, conforme prevê a lei 9.140 de 1995.

## Sepultamento
O velório de Nativo foi acompanhado por mais de mil trabalhadores rurais e urbanos. Entre eles estavam o então presidente nacional da CUT, Jair Meneguelli, o bispo de Goiás, dom Tomás Balduíno, diretores da Confederação Nacional dos Trabalhadores na Agricultura (Contag) e da Federação dos Trabalhadores na Agricultura do Estado de Goiás (Fetaeg), representantes de diretórios municipais do PT e dirigentes de mais de quarenta entidades de trabalhadores rurais e urbanos de todo o país. Nativo foi homenageado, na década de 1990, com o nome de uma via pública no Residencial Vale dos Sonhos, em Goiânia.